# Eidgenössische Steuerverwaltung

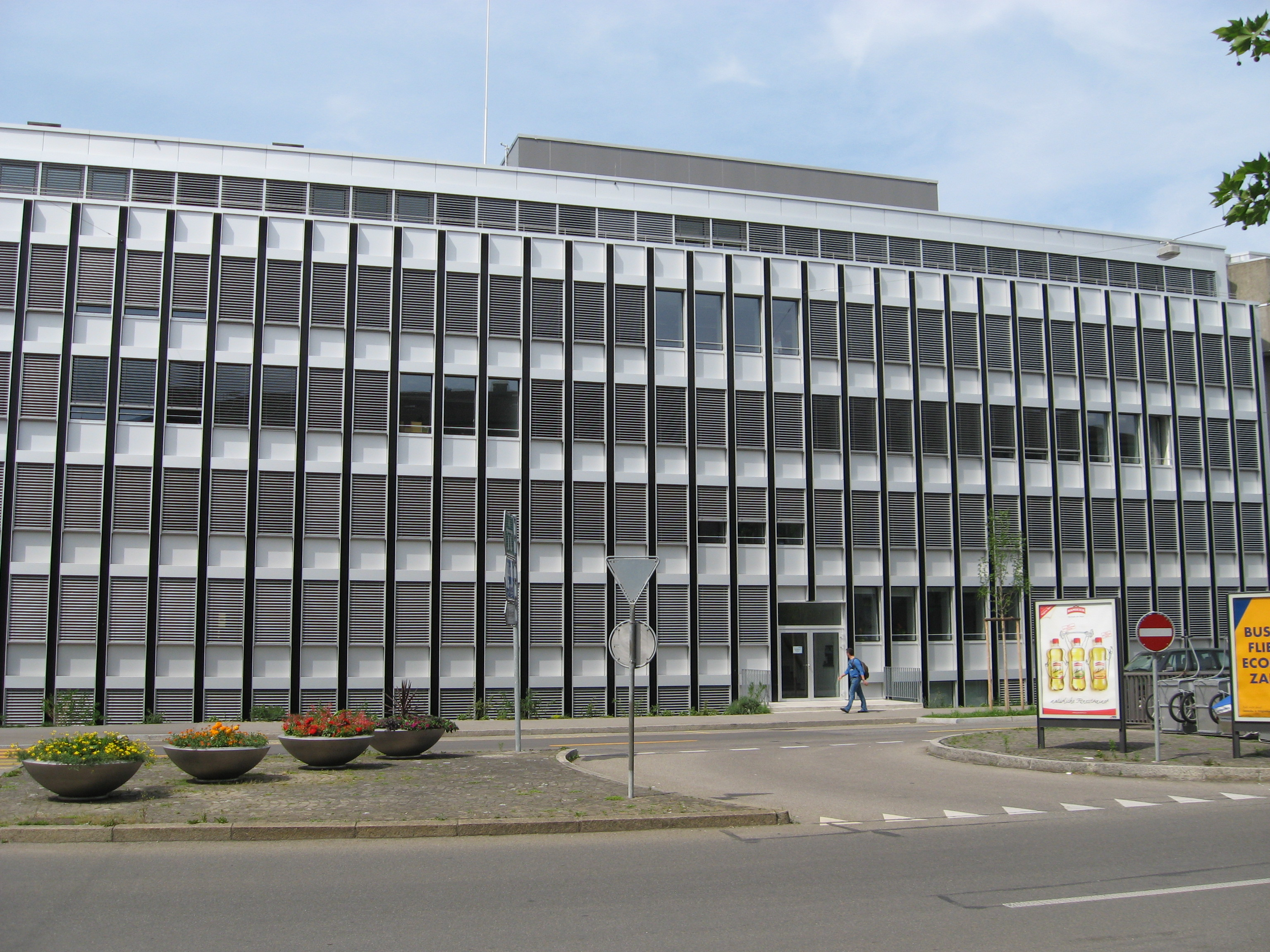
Eidgenössische Steuerverwaltung an der Eigerstrasse in Bern

Die Eidgenössische Steuerverwaltung ESTV (französisch Administration fédérale des contributions AFC, italienisch Amministrazione federale delle contribuzioni AFC, rätoromanisch Administraziun federala da taglia AFT) ist eine Bundesbehörde der Schweizerischen Eidgenossenschaft. Es ist ein Amt des Eidgenössischen Finanzdepartements EFD.

## Aufgaben
Die ESTV erhebt verschiedene Steuern und Abgaben in der Schweiz. Dazu gehören unter anderem:
- die Mehrwertsteuer,
- die direkte Bundessteuer,
- die Verrechnungssteuer,
- die Stempelabgabe und
- die Wehrpflicht-Ersatzabgabe.

Unterabteilungen der ESTV kümmern sich ferner um die Anwendung und Durchsetzung des Steuerrechts, informieren über Steuerfragen, entwickeln das Steuerwesen weiter und helfen bei der Lösung von internationalen Steuerfragen.

## Organisation
Die ESTV beschäftigte im Jahr 2022 rund 1130 Mitarbeiter, die sich überwiegend aus Kaufleuten, Verwaltungsangestellten, Buchhaltern, Bücherexperten, Steuerexperten, Ökonomen und Juristen zusammensetzen.

## Personalbestand ab 2001
| Jahr | Vollzeitstellen |
| ---- | --------------- |
| 2001 | 977             |
| 2002 | 1'021           |
| 2003 | 1'013           |
| 2004 | 983             |
| 2005 | 922             |
| 2006 | 982             |
| 2007 | 982             |
| 2008 | 980             |
| 2009 | 977             |
| 2010 | 988             |
| 2011 | 959             |
| 2012 | 955             |
| 2013 | 965             |
| 2014 | 971             |
| 2015 | 996             |
| 2016 | 1'000           |
| 2017 | 1'008           |
| 2018 | 1'051           |
| 2019 | 1'064           |
| 2020 | 1'068           |
| 2021 | 1'068           |
| 2022 | 1'041           |
| 2023 | 1'025           |
| 2024 | 998             |